# Shek Kwu Chau
La Isla Shek Kwu Chau (en chino: 石鼓洲) es una isla de la Región administrativa especial de Hong Kong parte de la República Popular de China, situada al sur de la isla Lantau y entre Cheung Chau y las Islas Soko. Administrativamente, forma parte de las Islas del Distrito.
Shek Kwu Chau es un área restringida y se requiere un permiso para visitar la isla.
Un antiguo nombre de la isla era "Coffin". En general era estéril y deshabitada hasta 1962, cuando fue adquirida por la Sociedad para la Ayuda y Rehabilitación de adictos a las Drogas.